# Anchiphiloscia uncinata
Anchiphiloscia uncinata är en kräftdjursart som först beskrevs av Franco Ferrara 1974.  Anchiphiloscia uncinata ingår i släktet Anchiphiloscia och familjen Philosciidae. Inga underarter finns listade i Catalogue of Life.